# Schizotetranychus tuberculatus
Schizotetranychus tuberculatus är en spindeldjursart som först beskrevs av Ugarov och Aleksandr Mikhailovich Nikolskii 1937.  Schizotetranychus tuberculatus ingår i släktet Schizotetranychus och familjen Tetranychidae. Inga underarter finns listade i Catalogue of Life.